# Narathura auxesia
Narathura auxesia är en fjärilsart som beskrevs av William Chapman Hewitson 1863. Narathura auxesia ingår i släktet Narathura och familjen juvelvingar. Inga underarter finns listade i Catalogue of Life.